# Empoli Football Club 1953-1954
Questa voce raccoglie le informazioni riguardanti l'Empoli Football Club nelle competizioni ufficiali della stagione 1953-1954.

## Rosa
| N. |                   | Ruolo | Calciatore      |
| -- | ----------------- | ----- | --------------- |
|    | Italia (bandiera) | P     | Francesco Bachi |
|    | Italia (bandiera) | A     | Gerardo Bernard |
|    | Italia (bandiera) | C     | Piero Biagini   |
|    | Italia (bandiera) | A     | Antonio Buda    |
|    | Italia (bandiera) | D     | Angelo Dini     |
|    | Italia (bandiera) | D     | Alvo Gori       |
|    | Italia (bandiera) | A     | Carlo Lenci     |
|    | Italia (bandiera) | C     | Nino Malinverni |

| N. |                   | Ruolo | Calciatore      |
| -- | ----------------- | ----- | --------------- |
|    | Italia (bandiera) | A     | Carlo Maluta    |
|    | Italia (bandiera) | A     | Renzo Merlin    |
|    | Italia (bandiera) | D     | Aldo Nardi      |
|    | Italia (bandiera) | C     | Stelio Puccetti |
|    | Italia (bandiera) | D     | Aldo Stocco     |
|    | Italia (bandiera) | D     | Lauro Toneatto  |
|    | Italia (bandiera) | A     | Riccardo Turci  |
|    | Italia (bandiera) | A     | Mario Uxa       |